# Ghetto Fabulous
Ghetto Fabulous è il terzo disco di Mystikal, ed è il secondo uscito sotto l'etichetta No Limit Records.
Questo album proprio come il precedente ha visto un maggior numero di artisti sia facenti parte dell'etichetta e viceversa, tra cui Busta Rhymes, Charlie Wilson, i Naughty By Nature e artisti della No Limit come Snoop Dogg, Silkk the Shocker, Fiend, Mac e altri. Il disco è stato prodotto da Master P e la attribuito come uno dei migliori dischi Underground di quei tempi, infatti nell'album è comparso in quasi tutti i brani di Mystikal, tra cui il brano Stack Yo Chips insieme a C-Murder.
L'album ha riscosso buoni risultati ed è salito in numerose classifiche tra cui la Bildboard 200 al N.71 e nella classifica USA Hip-Hop in posizioni sempre alte, Il disco è stato certificato dalla RIAA, le recensioni sono state buone e Ghetto Fabulous ha venduto 140 000 copie che è un risultato buono per un album Underground, ha venduto circa il doppio di quello precedente Unpredictable.
Inoltre anche uno dei singoli dell'album,That's The Nigga ebbe ottimi risultati guadagnandosi la posizione N.21 della Bildboard 200.

## Tracce
1. Round Out The Tank
2. There He Go featuring Guillotine
3. Keep It Hype
4. That's The Nigga
5. Ghetto Fabolous featuring Charlie Wilson e Snoop Dogg
6. Life Ain't Cool featuring Master P, Silkk the Shocker e Anita Thomas
7. I'm The Fire
8. Whacha Want, Whacha Need featuring Busta Rhymes
9. The Stick Up featuring Mia X e Fiend
10. I Smell Smoke
11. Respect My Mind featuring Guillotine
12. Stack Yo Chips featuring Master P e C-Murder
13. Dirty South, Dirty Jerz featuring Naughty By Nature
14. Yaah!
15. Let's Go Do It featuring Snoop Dogg e Slikk the Shocker
16. What's Your Alias? featuring Fiend, Mac e Slikk the Shocker